# El Chachalaco
El Chachalaco är en ort i Mexiko.   Den ligger i kommunen Pueblo Viejo och delstaten Veracruz, i den östra delen av landet, 300 km norr om huvudstaden Mexico City. El Chachalaco ligger 8 meter över havet och antalet invånare är 238.
Terrängen runt El Chachalaco är platt. Havet är nära El Chachalaco åt nordost.  Närmaste större samhälle är Ciudad Madero, 4,4 km nordväst om El Chachalaco. 